# Brunnhalde südlich Hof Hohenwittlingen
Das Gebiet Brunnhalde südlich Hof Hohenwittlingen ist ein vom Landratsamt Münsingen am 31. Mai 1955 durch Verordnung ausgewiesenes Landschaftsschutzgebiet auf dem Gebiet der Stadt Bad Urach.

## Lage
Das etwa 1,1 Hektar große Landschaftsschutzgebiet liegt südlich des Hofguts Hohenwittlingen, etwa 250 m südwestlich der gleichnamigen Burgruine. Es gehört zum Naturraum Mittlere Kuppenalb.
Geologisch stehen die Formationen des Oberen Massenkalks und der Hangenden Bankkalke des Oberjura sowie Weißjura-Hangschutt an.

## Landschaftscharakter
Der südwestexponierte Hang ist überwiegend mit Laubmischwald bewaldet. Eine Altholz-Insel innerhalb des Gebiets ist als Waldbiotop erfasst. Im Osten schließt auf der Hochfläche eine Streuobstwiese an, die aber größtenteils außerhalb des Schutzgebiets liegt.